# Dîngeni
Dîngeni è un comune della Moldavia situato nel distretto di Ocnița di 1.752 abitanti al censimento del 2004

## Località
Il comune è formato dall'insieme delle seguenti località (popolazione 2004):
- Dîngeni (1.722 abitanti)
- Grinăuți (30 abitanti)